# Billio
Billio település Franciaországban, Morbihan megyében. Lakosainak száma 324 fő (2022. január 1.). Billio Guéhenno, Cruguel, Plumelec és Saint-Jean-Brévelay községekkel határos.

## Népesség
A település népességének változása:
| Lakosok száma | 457  | 437  | 366  | 338  | 377  | 365  | 353  | 336  | 332  | 324  |
|               | 1968 | 1982 | 1990 | 2006 | 2013 | 2015 | 2017 | 2019 | 2020 | 2022 |